# Église Saint-Marcel de Saint-Marcel-en-Murat
L'église Saint-Marcel est une église catholique située à Saint-Marcel-en-Murat, en France.

## Localisation
L'église est située dans le département français de l'Allier, sur la commune de Saint-Marcel-en-Murat.

## Historique
L'édifice est classé au titre des monuments historiques en 1963.